# 拜宋豁兒

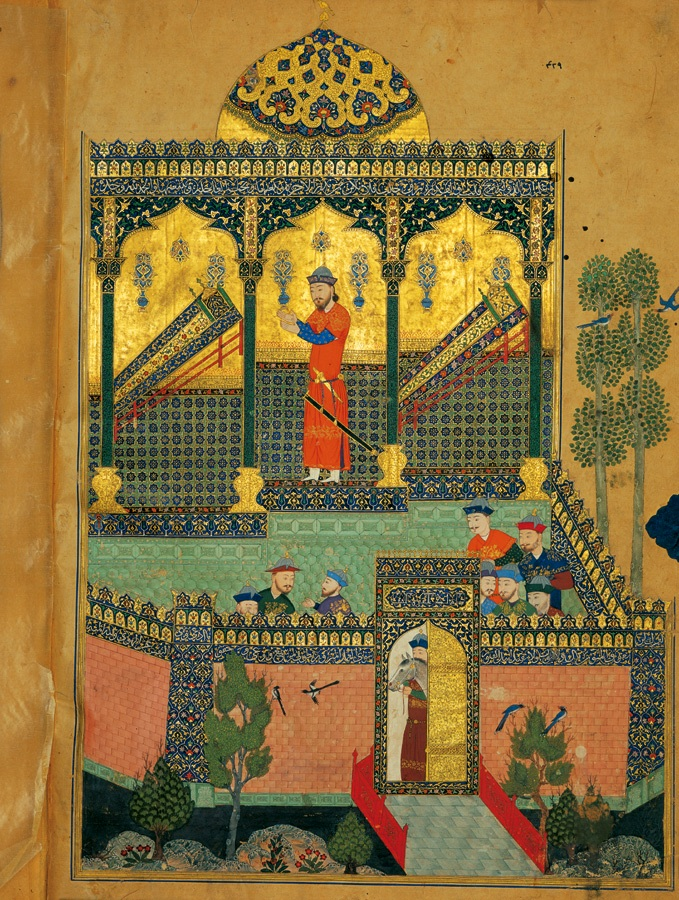
Scene from the copy of the Shahnameh commissioned by Baysonqor, 1430

拜宋豁兒，或贝孙忽儿、贝孙忽（Gīāṭ al-dīn Bāysonḡor；1397年—1433年 ），巴魯剌思氏，帖木兒帝國王族，他是沙哈魯的第三個兒子，帖木兒之孫。
他是藝術和建築的贊助人，也是一位著名書法家。由於飲酒過度，在36歲時就去世了。
現代歷史家認為，比起著名兄長兀魯伯，他更適合當君主，但前者也把赫拉特建設成優美城市，又是長子，故拜宋豁兒沒有當上皇帝。
他曾派遣画师火者·盖耶速丁（霍贾·吉亚斯·丁·纳卡什）带领使出使中国，以波斯语写成出使日记《沙哈鲁遣使中国记》。

## 子孫
- 阿拉-乌德-道拉·米尔扎，易卜拉欣·米尔扎之父。
- 阿布勒－卡西姆·巴布爾·本·拜宋豁兒
- 蘇丹·穆罕默德·本·拜宋豁兒